# الدوري الإيطالي 1940–41
الدوري الإيطالي الدرجة الأولى 1940–41 (بالإيطالية: Serie A 1940-1941)‏ هو موسم من الدوري الإيطالي الدرجة الأولى. أقيم خلال الفترة 6 أكتوبر 1940 وحتى 4 مايو 1941م، وفاز فيه نادي بولونيا.